# Dichrorampha cespitana
Dichrorampha cespitana är en fjärilsart som beskrevs av August Busck. Dichrorampha cespitana ingår i släktet Dichrorampha och familjen vecklare. Inga underarter finns listade i Catalogue of Life.